# Laietans
Les Laiétans ou Layétans (en latin : laiētanī ; en grec : λαιαιτανοί, laiaitanoi) sont un peuple ibère de l'Espagne pré-romaine, établi au nord-est de la péninsule ibérique, autour de l'actuelle Barcelone.
Comme d'autres peuples ibères, les Laiétans construisent leurs villages sur des collines et les entourent de murailles. Ils vivent de la chasse, de la pêche et de l'agriculture. Ils fabriquent et consomment également un produit laitier semblable au yaourt, et leurs vins sont appréciés. Ils tissent la laine et le lin. Leur céramique est peu développée et ils travaillent le bronze et le fer dans une mesure limitée.
Le territoire qu'ils occupent, désigné comme la « Laiétanie », couvre essentiellement la plaine de Barcelone (es) et la plaine du Vallès (ca), du fleuve Llobregat, au sud, à La Tordera, au nord : il correspond ainsi aux actuelles comarques catalanes du Baix Llobregat, du Barcelonès, du Maresme, du Vallès Oriental et du Vallès Occidental, ainsi que la commune de Blanes. Les principales villes sont Baetulo (actuelle Badalona), Ilturo (sur la commune de Cabrera de Mar), Lauro (actuel village de Puig del Castell de Samalús), Egara (actuelle Terrassa) et Blandae (actuel Blanes). L'établissement de Baŕkeno (actuelle Barcelone) est fondé vers le VIe siècle av. J.-C. sur le versant sud de Montjuïc. Ils possédaient d'autres sites de peuplement sur leur territoire, comme le site de Puig Castellar à Santa Coloma de Gramenet ou le site de Far.
La Via Laietana, à Barcelone, tire son nom de ce peuple.

## Ethnonyme
C'est au IIe siècle av. J.-C. qu'apparaît le nom de « Laiétans » sur des monnaies ibériques, avec la légende Laiesken en écriture ibérique du nord-est. Le terme ibère de laiesken semble être d'origine indo-européenne et il pourrait provenir de la racine *pla-. Ainsi, laiesken signifierait « ceux de la plaine ». Une autre hypothèse le fait venir de *lei -, qui fait référence à une prairie dans une « zone humide » ou à un « marécage ».

## Origines
Les Laiétans, comme les autres groupes ethniques du nord-est de la péninsule ibérique, sont très probablement issus d'un mélange de populations indigènes de l'âge du bronze avec une minorité de colons d'origine indo-européenne appartenant à la culture des champs d'urnes, qui ont reçu l'influence des peuples de la Méditerranée orientale depuis le VIe siècle av. J.-C. À ces premiers peuplements se sont ajoutés au cours du VIe siècle av. J.-C. des groupes de population d'origine ibère, originaires du sud-est de la péninsule et désignés au Ve siècle av. J.-C. par le géographe grec Hécatée de Milet comme les Misgètes.
La culture des Laiétans subit également l'influence de la civilisation grecque à travers ses contacts avec la cité d'Emporion.  Le fait est que la ville grecque d'Emporion (alliée des Romains) contrôlait commercialement les territoires ibériques à l'embouchure de l'Èbre (si Hiberus est considéré comme l'Èbre) depuis la fin du Ve siècle av. J.-C.
Les Phéniciens jouent également un rôle significatif entre les VIIe et IIIe siècles av. J.-C., particulièrement à travers l'enclave d'Emporita qui rayonne sur ses voisins laiétans et sur les autres peuples ibères du nord-est ibérique. Ainsi, ce sont eux qui semblent avoir introduit la métallurgie au milieu du VIIIe siècle av. J.-C. En 237 av. J.-C., la région est occupée par les forces carthaginoises du général carthaginois Hamilcar Barca. En 226 avant J.-C., une division permanente est établie autour de la rivière Hiberus.

## Territoire

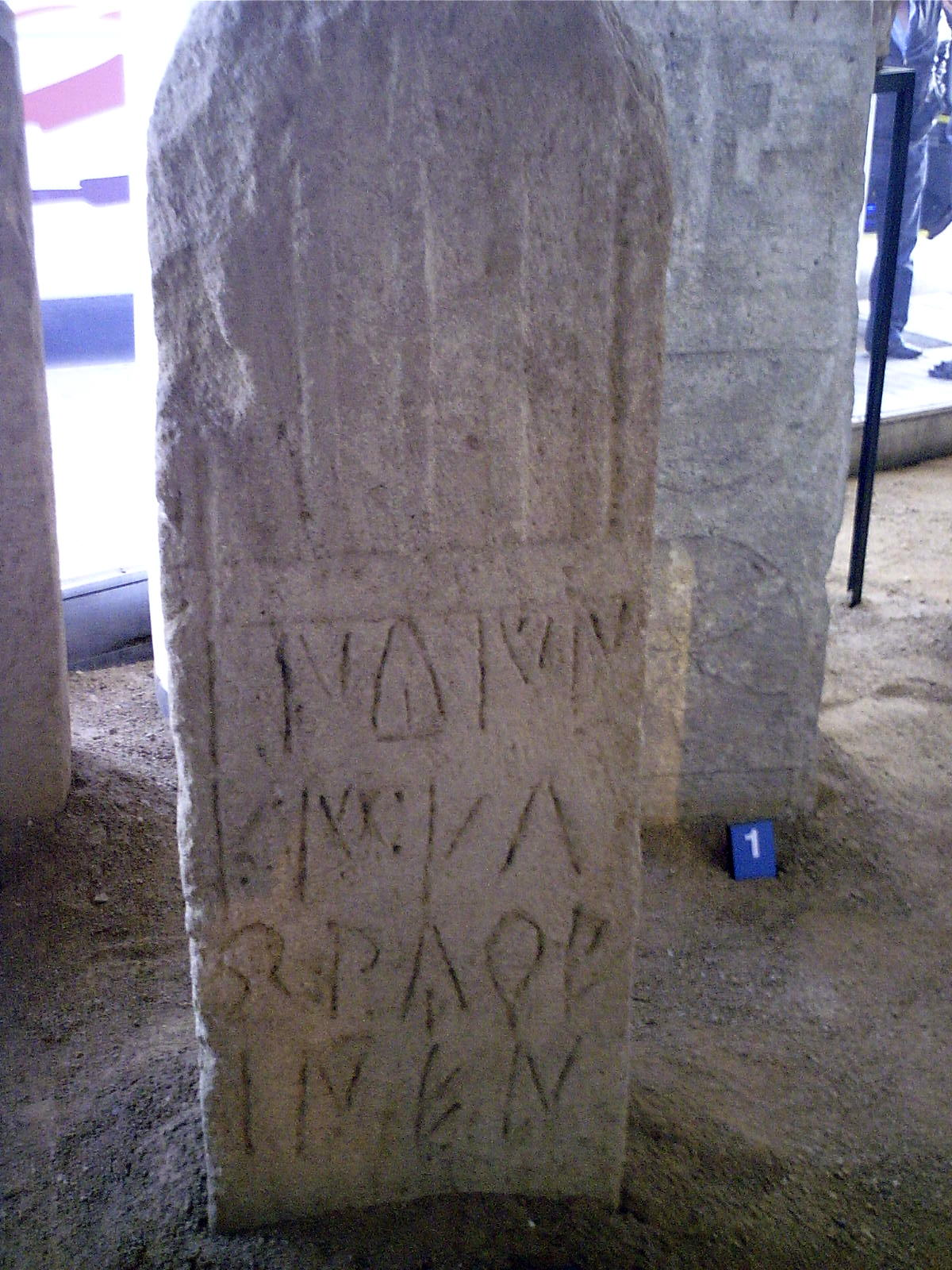
La stèle funéraire de Badalone (musée de Badalone).

Tout semble supposer qu'au IVe siècle av. J.-C. le territoire des Laiétans est déjà structuré géographiquement. La période d'expansion maximale des sites laiétans se situerait entre 300 et 250 avant J.-C. Ainsi, Ruiz et Sanmartí estiment que, au IIIe siècle av. J.-C., il a une superficie d'environ 2 000 km2 et une population de 27 000 habitants, et donc une densité de population d'environ 13,5 habitants/km2, similaire à celle qu'avait la même zone au XVIe siècle. C'est une surface territoriale semblable à celle des autres États archaïques ou poleis de la mer Méditerranée.
Le territoire est voisin, au nord, des Indigètes, au sud, des Cessétans, et à l'ouest, des Ausétans et des Lacétans. Il est délimité, au sud, par le Garraf et, au nord, par La Tordera. Ainsi, au Ier siècle après J.-C., l'auteur romain Pline l'Ancien, dans son Histoire naturelle, place le territoire des Laeetani entre les fleuves Rubricatum (Llobregat) et Arnum (La Tordera). La même extension est donnée, un siècle plus tard, par le géographe Claude Ptolémée dans sa Géographie. Vers l'intérieur, elle englobe également les régions voisines jusqu'aux Tossals, près de Montserrat, les sierras de Sant Llorenç del Munt, Sant Miquel del Fai, les Cingles de Bertí et le massif du Montseny. Cette Laietanie intérieure, qui occupe la plaine intérieure du Vallès, au cœur de la Dépression pré-littorale, est contrôlée par de petits noyaux fortifiés situés sur le versant de la Cordillère littorale, comme Puig Castellar (Santa Coloma de Gramenet) ou le Turó de les Maleses (Sant Fost de Campsentelles). La description du territoire des Laiétans s'appuie cependant sur des sources écrites tardives, des Ier et IIe siècles après J.-C. Ainsi, au Ier siècle av. J.-C., Strabon affirme que la plaine de Barcelone est occupée par les Indigetes. 
La capitale serait la ville de Burriac (emplacement de l'actuelle Mataró). Le site aurait, selon Bonamusa, une étymologie celtique du fait de sa terminaison en -ac. Burriac serait un centre de premier rang et il semble que le prédécesseur de la ville romaine postérieure s'établira à côté de la mer et qu'il correspondra avec le Ilturo monétaire. Mais le site de Burriac remonte à l'époque romaine, au IIe siècle av. J.-C., et il est possible que la capitale de la Laiétanie ibère se soit trouvée à l'embouchure du Llobregat. Cependant, il n'existe pas de preuves archéologiques suffisamment cohérentes à ce sujet, sinon la frappe de pièces de monnaie avec la légende Barkeno vers 200 av. J.-C., et l'hypothèse selon laquelle ce serait le lieu où convergeraient les produits agricoles du Vallès et du Baix Llobregat pour être commercialisés dans l'extérieur.

## Modèle démographique
L'oppidum, village fortifié au sommet d'une colline, est l'élément clé du système de peuplement ibérique. Mais nous devons abandonner l'idée traditionnelle d'une série de « villages ibériques » égaux les uns aux autres et sans coordination les uns avec les autres, même si nous devons constater qu'à première vue, leur répartition territoriale dans toute la zone ibérique était irrégulière et non ordonnée. Il existe bien une structure consolidée de colonies de dimensions et d'importance différentes, avec une relation hiérarchique les unes avec les autres.
Cette hiérarchisation aurait lieu sur la côte laiétane et, par extension, sur celle de tout le nord-ouest à la fin de l'ibérique ancien, en particulier au milieu du Ve siècle av. J.-C. À ce moment-là, une série de transformations urbaines se produisent dans les établissements de la région de Catalogne qui ont pour conséquence une concentration du peuplement en oppida, souvent avec des murs défensifs, face à l'habitat dispersé de l'époque précédente. Ce phénomène s'insère dans un modèle dans lequel nous mettons en évidence ce que nous pourrions appeler des noyaux de premier et deuxième ordre, et même de troisième ordre. Il est possible que cela ait à voir avec l'arrivée de populations du Sud au siècle précédent, qui se sont imposées sur le fond autochtone, de société plus « également ». Entre la fin du Ve et le début du IVe siècle av. J.-C., la Laiétanie ibérique est déjà pleinement organisée quant au système de peuplement.
Les noyaux de premier rang sont constitués d'un ensemble d'oppida ou de villages fortifiés. Ils occupent pour la plupart des sites d'une superficie comprise entre 8 et 15 hectares. Ils jouent un rôle dans l'organisation et le contrôle du territoire et particulièrement de centres économiques, essentiellement agraires et, éventuellement, politiques. La majeure partie de la population serait concentrée dans ces centres.
Les agglomérations de deuxième rang sont constitués de noyaux urbains plus petits, d'environ 2 à 4 hectares. Enfin, les agglomérations de troisième rang forment des structures plus petites, d'une superficie de 0,5 à 1 hectare. Ce sont pour la plupart des centres plus spécialisés tels que des exploitations agricoles ou de simples des citadelles, des forteresses qui permettent le contrôle de territoire.
Les villes exercent un contrôle politique sur la distribution des ressources agricoles, tout en jouant un rôle dans la redistribution des excédents agricoles. Dans ces oppida se trouvaient des maisons, des espaces de travaux de transformation ou de stockage des excédents, des espaces communautaires (réunions par exemple) et d'autres dépendances complémentaires. Il n'est pas clair si elles peuvent être considérées comme des « villes » (poleis) au sens classique du terme.
La découverte d'une route et de bornes milliares, ainsi que de bâtiments, interprétés comme des points de contrôle de la circulation, lors d'une fouille à Badalona, sous la Plaça Alcalde Xifre, indique l’existence d'un pouvoir politique ayant la capacité de disposer d’une administration et de créer et gérer une infrastructure publique. L’existence même des routes implique déjà un certain degré de gestion publique et donc politique.
Quant au noyau de premier ordre qui pourrait avoir la fonction de capitale de la région de Laietan, il semble qu'à partir du IIIe siècle av. J.-C. le centre le plus important soit celui de Burriac - Ilduro. Il pourrait exister un autre noyau situé sur la montagne de Montjuïc ou sur le Turó de la Rovira, qui pourrait correspondre à Barkeno.

## Société
Selon Barberà et Dupré, c'est aux IVe et IIIe siècles av. J.-C. que les classes sociales apparaissent et se consolident définitivement. Sanmartí pense que c'est également à partir du IVe siècle av. J.-C. que les sociétés ibériques auraient acquis toutes les caractéristiques d'un État dominé par une classe aristocratique.
Il y aurait les chefs d’État des principales formations ethniques, parmi lesquelles celle des Laiétans. Probablement, si l'on accepte la théorie de l'invasion ibérique, ils seraient, avec les chefs du lignage qui dépendait d'eux, les descendants de chefs de guerre venus du sud.
En dessous d’eux, les chefs de lignée seraient essentiellement engagés dans des activités guerrières. Par le mécanisme du deuotio, les guerriers restent unis à leur chef par une sorte de serment religieux. Ainsi, ils participent comme mercenaires aux guerres des Carthaginois en Sicile, au Ve siècle, et à la guerre du Péloponnèse. Cependant, nous n'avons pas beaucoup de preuves d'une idéologie guerrière de la part de l'aristocratie dirigeante comme on le voit dans d'autres régions du monde ibérique.
À propos de cette « classe sociale moyenne-haute », il faut dire que de nombreux auteurs défendent un modèle social de communautés gouvernées par des assemblées, des sénats et des magistrats, contrôlés par la classe aristocratique, pour la côte nord-est de la péninsule. Cette structure serait celle qui prédominerait dans les noyaux du premier rang comme à Burriac. Dans le modèle que nous proposons, qui s'appuie en grande partie sur ce que Gimeno et Izquierdo ont avancé, il s'agissait peut-être d'une réunion de chefs de lignage ou de clan (comme un petit sénat romain). Quant aux noyaux de second rang, Martínez estime qu'ils sont dirigés par une assemblée de chefs de famille, une sorte de conseil des anciens.
Au-dessous des chefs du lignage se trouverait une classe de guerriers et d'artisans qui résident dans les villages. Ceux-ci forment une classe moyenne, dépendante des chefs de lignage, auxquels ils sont probablement liés par des relations de patronage.
Les producteurs agricoles constituent la couche sociale la plus basse. Ils sont peut-être les descendants des populations indigènes pré-ibères. Ils vivent dans de petits villages ruraux ou dans les maisons les plus modestes des villes d'où ils descendent chaque jour pour cultiver la terre.

## Économie

### Un système basé sur la céréaliculture
L'économie des Laiétans, comme celle des autres peuples ibères, est fondée sur la production agricole, sa consommation et la redistribution de ses surplus. C'est aux IVe et IIIe siècles av. J.-C. que la Laietania atteint son maximum d'activité économique et les champs de silos atteignent leur apogée, ce qui ne peut être interprété uniquement comme des réserves alimentaires pour les habitants d'un village, mais comme une accumulation d'excédents céréaliers (il s'agit essentiellement de blé, d'orge, d'avoine et de millet) que l'aristocratie locale contrôle. Le système de redistribution de ces excédents est celui qui régule l'activité économique entre les grandes villes et les agglomérations de troisième rang. Ceux-ci livrent une partie de leurs récoltes aux noyaux de second rang, qui l'utilisent à la fois pour soutenir les artisans et les dirigeants et pour la vendre à l'étranger en échange de matériaux importés. La remise dans le cadre des communes se fait en hommage des chefs de lignage vers le ou les chefs de formation, c'est-à-dire afin de satisfaire une dépendance politique des villes de second ordre envers le ou les chefs de formation laietan. noyaux importants situés sur la côte (premier ordre). Ce sont eux qui contrôlent la sortie maritime de ces surplus qui seraient échangés contre des produits importés, des objets prestigieux comme la céramique grecque, et que les chefs nobles répartissent entre une puissante bourgeoisie qui formerait leur clientèle, située dans les différentes villes de la région laietane.
Après la conquête romaine, la dépendance économique des centres de premier rang est remplacée par les collecteurs de taxe romains.
L'écriture ibérique est peut-être née pour faciliter le contrôle économique des transactions céréalières entre ces centres agricoles de la plaine, les villes où résident les principaux redistributeurs, et celles de la côte qui les commercialisaient à l'étranger.
Néanmoins, comme cela est évident, une partie de la production céréalière est destinée à la consommation des habitants des villes elles-mêmes. Ceci est également lié à l'apparition d'innovations techniques comme le broyeur rotatif, introduit entre la fin du Ve et le début du IVe siècle av. J.-C.

### Autres cultures
Cette économie essentiellement céréalière est complétée par d'autres cultures comme la vigne, l'olivier, l'alfa, le navet et le lin. D'un point de vue archéologique, il existe des preuves de l'existence d'outils tels que le soc et d'autres outils agricoles dans le monde ibérique depuis le IVe siècle av. J.-C.
Concernant la culture de la vigne, il semble que ce soient les Phéniciens qui, vers 600 av. J.-C., l'introduisent. Ceci en ce qui concerne la zone ibérique au sud du Llobregat, car il semble que dans le nord-est de la Catalogne, les Grecs phocéens aient été les artisans de l'introduction de la viticulture et que, dans cette zone, la culture des céréales prédominait.
La consommation de vin est minoritaire et réservée à la classe dirigeante : la culture de la vigne et la fermentation du vin sont peut-être associées à ses débuts à la religion.

### Bétail et viande
Les Laiétans pratiquent la chasse et la cueillette. L'élevage est pratiqué surtout dans les zones montagneuses ou éloignées des côtes. À une date remontant à la première moitié du VIe siècle av. J.-C., période d'ibérianisation des populations de la côte centrale catalane, 90% des ossements d'animaux trouvés dans la ville de Penya del Moro appartiennent à des espèces domestiquées, donc depuis l'Antiquité on peut dire que l'élevage était beaucoup plus important que la chasse en termes d'approvisionnement en viande. Dans la péninsule ibérique, la consommation alimentaire de porc a beaucoup augmenté, suivie par celle de bœufs et d'autres espèces non domestiques.

### Artisanat et commerce
Dans la zone côtière centrale de la Catalogne, l'artisanat textile occupe une place importante. La production de céramique est dans certains cas exportée. La faïence des Laiétans est de haute qualité et à paroi mince et dure. À partir du IIIe siècle av. J.-C., on utilise la technique de souffler alternativement un feu oxygéné (à l'air libre) et un feu réduit (four fermé), ce qui donne les pâtes de type « sandwich », très caractéristiques, qui ont un noyau noir entouré de deux bandes de couleur argile. Les centres de poterie laiétans sont généralement situés à proximité des gisements d'argile et des cours d'eau.
L'activité métallurgique se limite à la fabrication d'outils et d'armes pour les habitants des villages, en raison de la pauvreté en métaux de la région.
D'autre part, les Laiétans commercent non seulement avec les Carthaginois, les Phéniciens, les Grecs et les Romains, mais aussi avec les autres peuples de la péninsule Ibérique et les Celtes du sud de la Gaule. Ils échangent également des produits manufacturés et d'autres produits (comme les épées de type La Tène, de tradition celtique).

## La conquête romaine
C'est à partir de 218 av. J.-C., dans le contexte de la deuxième guerre punique, que l'armée romaine occupe le nord-est de la péninsule ibérique, afin de couper les approvisionnements du chef carthaginois Hannibal Barca. Cnaeus Scipio débarque à Emporion et bat Hannon à la bataille de Cissé. La région, traditionnellement alliée des Romains, est rapidement soumise au contrôle militaire.
Bien que l'existence d'épisodes violents après cette invasion ne soit pas vérifiée, il faut souligner que, néanmoins, au moins quatre lieux de vigilance ou castella sont établis : Penjabocs (près de la future Baetulo), la colline de Can Tacó (entre le Congost et Mogent, dans le Vallès Oriental ), la fortification de Sant Pol de Mar (sur la côte) et la Torrassa del Moro (près de l'actuelle Llinars del Vallès. La mansio de Praetorium, étape mentionnée dans les vases d'Apollinaris et autres itinéraires de la voie romaine, et qui est traditionnellement située à Llinars ou à La Roca del Vallès, pourrait être une fortification militaire destinée au contrôle de la Laietania intérieure.
Ces forts permettent de contrôler les principales voies d'accès à la zone de la dépression prélittorale. Ils sont situés soit près de l'ancienne via Heraclea, utilisée comme voie de pénétration militaire, soit le long d'une ancienne voie qui longe la côte et qui serait à l'origine de la via Augusta.